# 音戸警察署

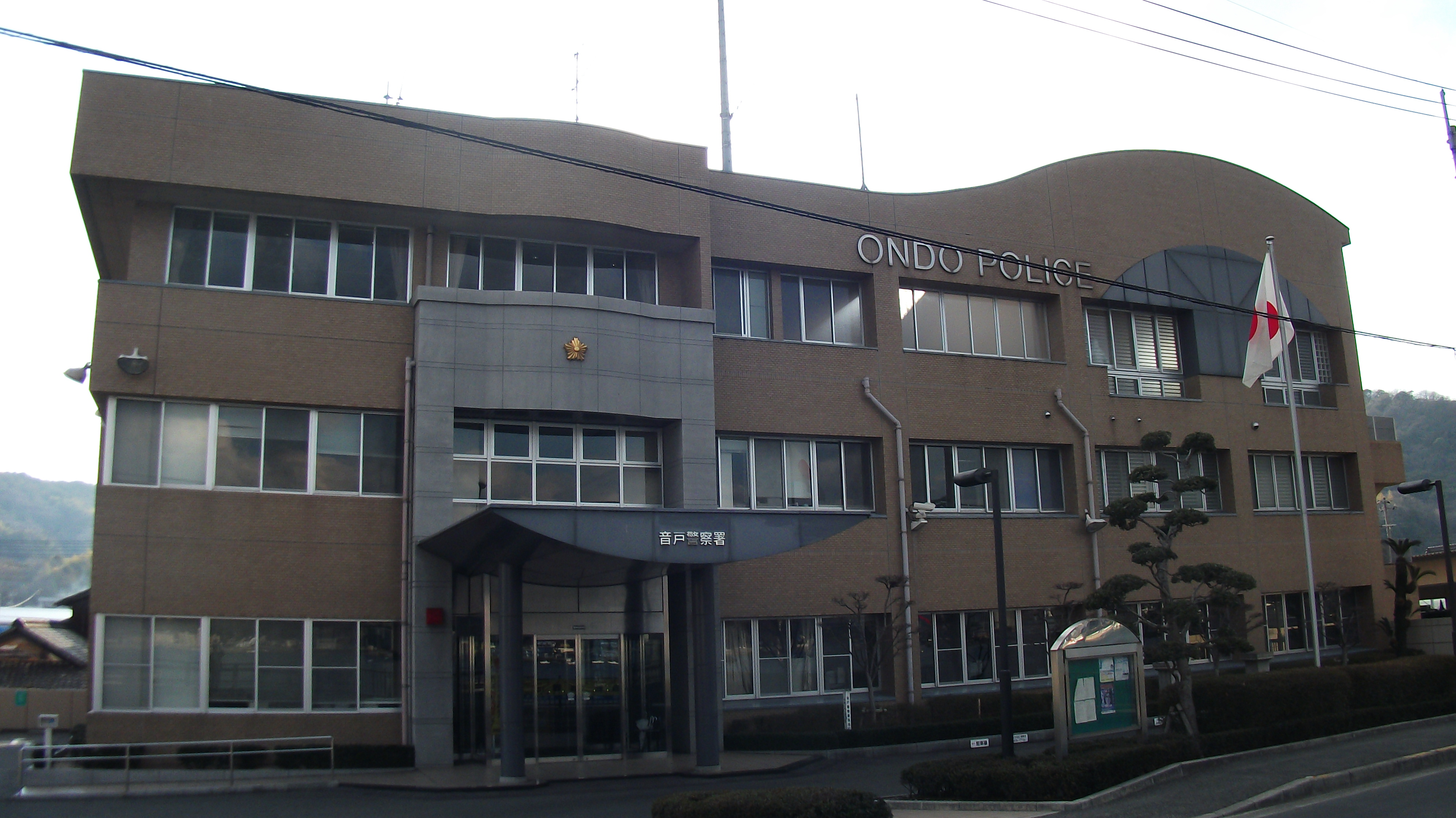
音戸警察署

音戸警察署（おんどけいさつしょ）はかつて存在した広島県警察が管轄する警察署の一つである。

## 所在地
- 広島県呉市音戸町南隠渡一丁目11番48号

## 管轄区域
- 呉市のうち音戸町・倉橋町全域

## 沿革
- 1877年3月広島警察署海田市分署第二分屯所として発足する。
- 1877年7月広島警察署瀬戸分署に改称する。
- 1886年11月呉警察署瀬戸分署に改称する。
- 1898年4月呉警察署音戸警察分署に改称する。
- 1914年7月呉警察署音戸分署に改称する。
- 1926年7月音戸警察署に昇格する。
- 1943年4月呉警察署音戸警部補派出所に改称する。
- 1946年12月音戸水上警察署に改称する。
- 1948年1月広島地区水上警察署に改称する。
- 1948年3月自治体警察音戸町警察署が発足し、広島地区水上警察署を併設する。
- 1948年7月広島地区水上警察所が廃止され、自治体警察音戸町警察署だけになる。
- 1951年10月国家地方警察音戸地区警察署に改称する。
- 1954年7月広島県音戸警察署に改称する。
- 2005年3月管轄区域全域が呉市になる。
- 2018年4月 呉警察署に統合、同署の分庁舎内に音戸交番を新設。

## 警察署直轄区域
- 呉市のうち音戸町鰯浜一丁目～三丁目、音戸町北隠渡一丁目・二丁目、音戸町高須一丁目～三丁目、音戸町坪井一丁目～三丁目、音戸町波多見一丁目～十一丁目、音戸町引地一丁目・二丁目、音戸町南隠渡一丁目～四丁目

## 警察官駐在所
- 須川警察官駐在所（呉市倉橋町須川宮西平）
  - 呉市のうち倉橋町（大向、尾曽郷、須川、西宇土）
- 田原警察官駐在所（呉市音戸町田原一丁目）
  - 呉市のうち音戸町田原一丁目～三丁目、音戸町渡子一丁目～三丁目、音戸町早瀬一丁目～三丁目
- 畑警察官駐在所（呉市音戸町畑三丁目）
  - 呉市のうち音戸町有清一丁目・二丁目、音戸町先奥一丁目～三丁目、音戸町畑一丁目～三丁目、音戸町藤脇一丁目～三丁目
- 本浦警察官駐在所（呉市倉橋町本浦上河内）
  - 呉市のうち倉橋町（石原、宇和木、上河内、黒島、小林、才ノ木、重生、長谷、灘、松原、横島、釣士田）
- 室尾警察官駐在所（呉市倉橋町室尾）
  - 呉市のうち倉橋町（大迫、尾立、海越、鹿島上、鹿島下、鹿島中、鹿老渡、室尾西、室尾東）

座標: 北緯34度11分14.3秒 東経132度32分07.7秒 / 北緯34.187306度 東経132.535472度